# Trichogramma urquijoi
Trichogramma urquijoi är en stekelart som beskrevs av Cabello Garcia 1986. Trichogramma urquijoi ingår i släktet Trichogramma och familjen hårstrimsteklar.
Artens utbredningsområde är Spanien. Inga underarter finns listade i Catalogue of Life.